# Selaginella macroblepharis
Selaginella macroblepharis är en mosslummerväxtart som beskrevs av Otto Warburg. Selaginella macroblepharis ingår i släktet mosslumrar, och familjen mosslummerväxter. Inga underarter finns listade i Catalogue of Life.